# Nikolaj Dimitrow
Nikolaj Dimitrow (bulgarisch Николай Димитров, engl. Transkription Nikolay Dimitrov; * 15. Oktober 1987 in Russe) ist ein ehemaliger bulgarischer Fußballspieler, der im offensiven Mittelfeld oder als Stürmer spielte.

## Karriere

### Verein
Dimitrow begann seine Karriere 1998 in der Jugendmannschaft von Lewski Sofia, wo er bis 2004 spielte. Ab 2004 spielte er in der Profimannschaft von Lewski Sofia. Er konnte drei Meistertitel (2006, 2007, 2009), zwei Pokalsiege (2005, 2007) und drei Supercupsiege (2005, 2007, 2009) feiern.
Zur Saison 2010/11 wurde sein Wechsel zu Kasımpaşa Istanbul vermeldet, wo er einen Fünfjahresvertrag unterzeichnete und sich mit seinem ebenfalls von Sofia in die Türkei gewechselten Landsmannes Georgi Sarmow auf Anhieb einen Stammplatz erkämpfen konnte. Nachdem Kasımpaşa im Sommer 2011 den Klassenerhalt in der Süper Lig verpasste und in die TFF 1. Lig abstieg, blieb Dimitrow auch in der zweiten türkischen Spielklasse bei dem Verein. Mit seinen zwölf Treffern in der regulären Spielzeit und zwei Treffern in der Relegationsphase hatte er maßgeblichen Anteil an dem Regelationssieg seiner Mannschaft und damit am sofortigen Wiederaufstieg in die Süper Lig. Dort saß er überwiegend auf der Ersatzbank und absolvierte nur zwei Ligaspiele.
Zur Rückrunde der Spielzeit 2012/13 wechselte Dimitrow zum Zweitligisten Samsunspor. Nach einem Jahr verließ er diesen Verein und ging zum Ligakonkurrenten Boluspor. 2014 wechselte er zum Ligakonkurrenten Manisaspor, er unterschrieb einen Einjahresvertrag. Zur Saison 2015/16 wechselte er zu Skoda Xanthi. Nach weiteren Stationen bei Slavia Sofia und Ural Jekaterinburg  beendete er während der Saison 2020/21 seine Karriere.

### Nationalmannschaft
Nikolaj Dimitrow spielte außerdem in der Bulgarischen Fußballnationalmannschaft (U-21-Männer) und bisher sechsmal in der Bulgarischen Fußballnationalmannschaft. Sein Debüt gab er am 6. Februar 2008 gegen Nordirland, als er zur Halbzeit für Todor Jantschew eingewechselt wurde. Das Spiel in Belfast wurde 1:0 gewonnen.

## Erfolge
Mit Lewski Sofia
- Bulgarischer Meister 2006, 2007, 2009
- Bulgarischer Pokalsieger 2005, 2007
- Bulgarischer Supercupsieger 2005, 2007, 2009

Mit Kasımpaşa Istanbul
- Playoff-Sieger der TFF 1. Lig: 2011/12
- Aufstieg in die Süper Lig: 2011/12